# Chrysura rufiventris
Chrysura rufiventris is een vliesvleugelig insect uit de familie van de goudwespen (Chrysididae). De wetenschappelijke naam van de soort is voor het eerst geldig gepubliceerd in 1854 door Anders Gustaf Dahlbom.